# Blåkullån
Blåkullån, vattendrag i mellersta Västerbotten, Vindelns kommun. Källflöde till Rödån. Rinner upp i Blåkullträsket. Längd ca 12 km. Mynnar ut vid Ånässjöns södra ände.